# الطبيب (مجلة)
مجلة الطبيب، هي مجلة نصف شهرية أصدرها في بيروت اللغوي والصحفي اللبناني إبراهيم اليازجي عامي 1884 و1885 بالاشتراك مع بشارة زلزل وخليل سعادة.
صدر من المجلة 24 عددًا في عام واحد، وكانت محتوياتها تمزج بين الطب والعلم والأدب واللغة. وقد سبقتها في هذا المجال مجلة "أخبار طبية"، التي أصدرها سنة 1874 الدكتور جورج بوست، الذي كان عضوًا في الإرسالية الأمريكية في بيروت وأستاذًا بالكلية السورية البروتستانتية ببيروت (الجامعة الأمريكية ببيروت حاليًا).